# 国土軸
国土軸（こくどじく）とは、細長く連なった日本列島において、背骨のように貫く都市・産業・交通の有機的なつながりのこと。元々「太平洋ベルト地帯」（第一国土軸）を意味し、日本経済を支える重要な軸を意味していたが、「国土の均衡ある発展」のために、第二、第三の国土軸も提唱され、「軸」という言葉の意味は薄れてきている。現在、以下の4つの国土軸が構想されている 。
国土軸の基礎となるものは、その軸沿いに存在するいくつもの都市とその裏づけとなる産業、そして、それらをつなぐ新幹線、および高速道路等である。

## 沿革
今まで「一極一軸型国土構造」であった日本国を「多極分散型国土構造」に変貌させるべく、第四次全国総合開発計画（四全総: 1987年決定）に代わる新しい全国総合開発計画「21世紀の国土のグランドデザイン」が1998年（平成10年）に策定された。これにより、21世紀の新しい日本の国土づくりの基本的な考え方が決定した。

## 西日本国土軸
- 第一国土軸。
- 太平洋ベルト地帯とその周辺。

## 北東国土軸
- 中央高地から関東北部を経て、東北の太平洋側、北海道に至る地域とその周辺。

## 日本海国土軸
- 九州北部から、本州の日本海側、北海道の日本海側に至る地域とその周辺。

## 太平洋新国土軸
- 沖縄から九州南部、九州中部、四国、紀伊半島を経て伊勢湾沿岸に至る地域とその周辺。